# Алонсо, Габриэль
Габриэль Алонсо Аристиагирре (исп. Gabriel Alonso Aristiaguirre  9 ноября 1923, Фуэнтеррабиа, Страна Басков — 19 ноября 1996, Фуэнтеррабиа, Страна Басков) — испанский футболист и футбольный тренер, игрок сборной Испании.

## Карьера
Алонсо родился в Хондаррибии и на протяжении девяти сезонов выступал за три клуба Ла Лиги: «Сельта», «Реал Мадрид» и «Малага». Он выиграл национальный чемпионат 1954 года в составе второй команды, но его участие в нем состояло из одной игры - выездной ничьей 1:1 против футбольного клуба «Осасуна».
В течение четырех лет Алонсо выиграл 12 матчей за сборную Испании. Он был выбран в состав команды, участвовавшей в Чемпионате мира по футболу 1950 года в Бразилии, и принял участие во всех шести матчах за сборную, занявшую в итоге четвертое место.
В течение 18-летней карьеры Алонсо также представлял «Реал Унион», «Расинг де Ферроль» и «Райо Вальекано». Он ушел на пенсию в июне 1957 года в возрасте почти 34 лет и умер в 73 года в своем родном городе.